# Jeff Morris
Jeffrey „Jeff” Morris (St. Joseph, Missouri, 1934. szeptember 20. – Los Angeles, 2004. július 12.) amerikai televíziós és filmszínész.

## Élete és pályafutása
Pályafutását a texasi Lubbockban kezdte, majd a főiskola elvégzése után Hollywoodban dolgozott. Legismertebb alakításai a Kelly hősei című háborús filmben, továbbá a Death Valley Days, valamint a Bonanza című westernsorozatokban voltak. Utóbbiban egyik partnere a Farm ahol élünk című sorozatból ismert Michael Landon volt.
Több filmben is feltűnt Jack Nicholson oldalán: Irány délre! (1978), Állj, határ! (1982), Gyomok között (1987), Cinikus hekus (1990), Menekülés az éjszakába (1995) és Ki nevel a végén? (2003) – utóbbi volt Morris legutolsó filmje.
2004. július 12-én hunyt el Los Angelesben, halálát rák okozta.

## Filmográfia

### Film
| Év   | Magyar cím             | Eredeti cím                        | Szerep               | Magyar hang   |
| ---- | ---------------------- | ---------------------------------- | -------------------- | ------------- |
| 1958 |                        | The Bonnie Parker Story            | Marvin               |               |
| 1959 |                        | Paratroop Command                  | Pigpen               |               |
| 1959 |                        | The Legend of Tom Dooley           | konföderációs katona |               |
| 1961 |                        | The Long Rope                      | Will Matthews        |               |
| 1962 | A Galahad-kölyök       | Kid Galahad                        | Ralphie              |               |
| 1965 | 36 óra                 | 36 Hours                           | ismeretlen szerep    |               |
| 1970 | Kelly hősei            | Kelly's Heroes                     | Cowboy               | Grúber Hugó   |
| 1972 |                        | Payday                             | Bob Tally            |               |
| 1977 | A vesszőfutás          | The Gauntlet                       | őrmester             |               |
| 1978 | Irány délre!           | Goin' South                        | Nagy Abe             | Papp János    |
| 1980 | Blues Brothers         | The Blues Brothers                 | Bob                  | Áron László   |
| 1980 | Blues Brothers         | The Blues Brothers                 | Bob                  | Zágoni Zsolt  |
| 1982 | Állj, határ!           | The Border                         | J.J.                 |               |
| 1987 | Gyomok között          | Ironweed                           | Michigan Mac         |               |
| 1989 |                        | The Freeway Maniac                 | Ray                  |               |
| 1990 | Cinikus hekus          | The Two Jakes                      | Tilton               | Kiss Gábor    |
| 1995 | Menekülés az éjszakába | The Crossing Guard                 | Silas                |               |
| 1997 |                        | Too Much Sleep                     | pultos               |               |
| 1998 | Blues Brothers 2000    | Blues Brothers 2000                | Bob                  |               |
| 1998 | Susan terve            | Susan's Plan                       | Larry Cooper         | Kajtár Róbert |
| 1998 | Susan terve            | Susan's Plan                       | Larry Cooper         | Seres Lajos   |
| 2001 |                        | The Homecoming of Jimmy Whitecloud | Jim (törölt jelenet) |               |
| 2003 | Ki nevel a végén?      | Anger Management                   | Porter               |               |

### Televízió
| Év        | Cím                            | Szerep                                                    | Megjegyzések |
| --------- | ------------------------------ | --------------------------------------------------------- | ------------ |
| 1963      | Alkonyzóna (The Twilight Zone) | Finnigan                                                  | 1 epizód     |
| 1968–1972 | Bonanza                        | Haley / Dunne / Matthew Brody / Turk Murphy / Hal / Tulsa | 6 epizód     |
| 1971      | Mannix                         | Grove                                                     | 1 epizód     |
| 1971–1972 | Mission Impossible             | Smiler / Dan Page                                         | 2 epizód     |
| 1971–1974 | Ironside                       | Frank Richards / Matt Gibson seriff / Milt Archer         | 3 epizód     |
| 1979      | CHiPs                          | LeMasters                                                 | 1 epizód     |